# Пеле (остров)
Пеле (англ. Pele Island) — вулканический остров в архипелаге Новые Гебриды в Тихом океане. Принадлежит островному государству — Республике Вануату и входит в состав провинции Шефа.
Расположен примерно в 18 км к северу от острова Эфате. Общая площадь — 1,7 кв. миль. Ближайший материк, Австралия, расположен примерно в 1200 км.
Население острова около 200—220 жителей народности ни-вануату, проживающих в четырёх деревнях: Ворсивиу, Вурау, Пилюра и Лаунамоа. В последнее время отмечена устойчивая миграция с о. Пеле на расположенный южнее о. Нгуна.
Остров Пеле является частью морской оохранной зоны Нгуна-Пеле, который была создана в 2003 году, общей площадью 11,5 кв. миль. Морская охранная территория Нгуна-Пеле является вторым по площади морским заповедником Вануату.
Остров Пеле является популярным местом для дайвинга в Вануату, но в этом районе запрещено заниматься рыбной ловлей. Здесь находятся многочисленные коралловые рифы, разнообразные морские водоросли, мангровые леса и приливные лагуны, обилие морской жизни.

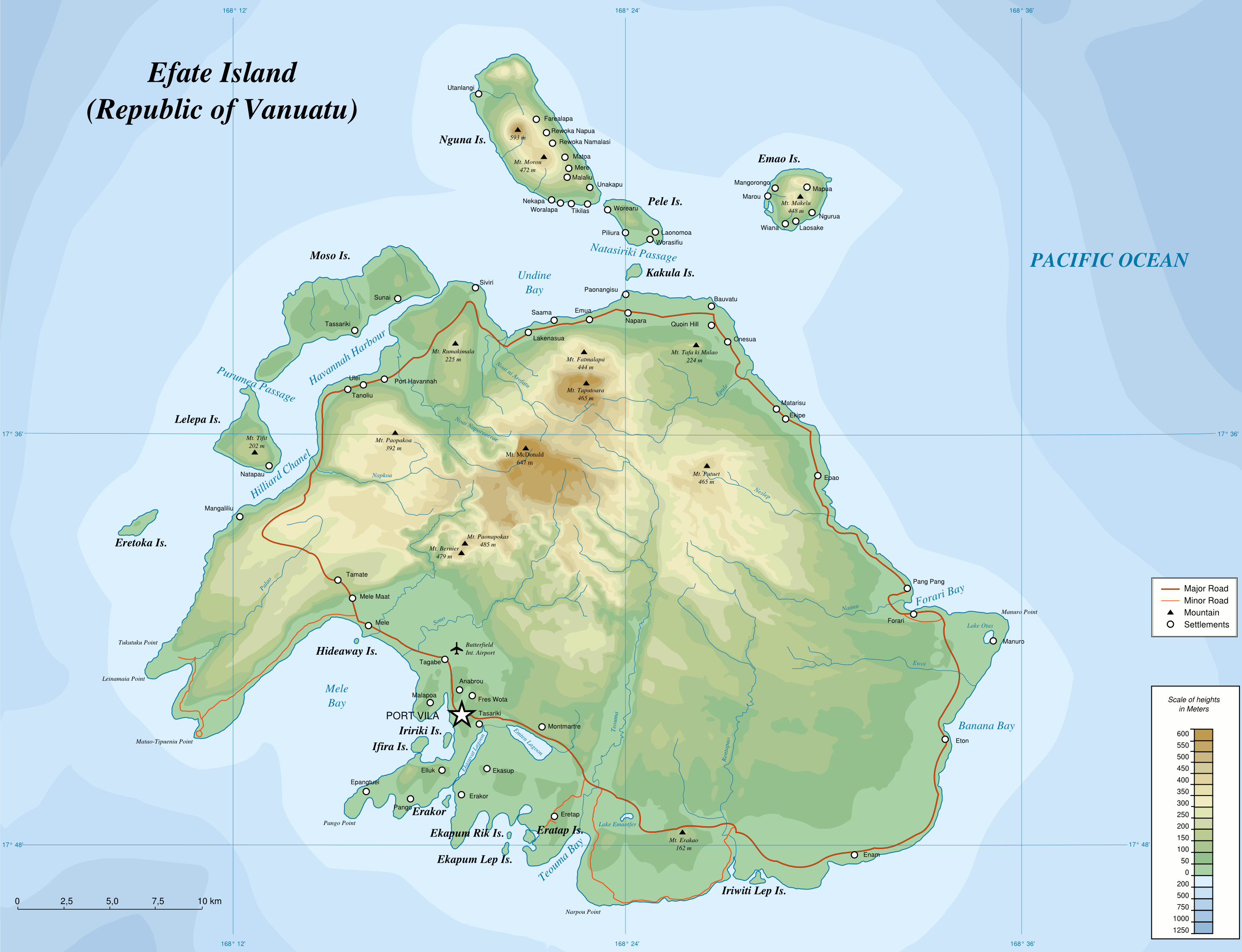
Карта Эфате, Пеле, Нгуна, Какула, и других островов региона

Остров можно посещать ежедневно на лодке из города Эмуана, расположенном на северном побережье Эфате.
Пеле почти примыкает к острову Нгуна, с небольшим проливом не более чем 30 м. Бо́льшая часть острова отличается большой крутизной, скалы препятствуют проходу вокруг острова вдоль береговой линии. Белые песчаные пляжи находятся в Пилеуре, Уорье, Лаонамоа и Саке.
Климат на острове влажный тропический. Среднегодовое количество осадков превышает 2000 мм. Пеле подвержен частым землетрясениям и циклонам.